# Moreno
Moreno là một đô thị thuộc bang Pernambuco, Brasil. Đô thị này có diện tích 192,14 km², dân số năm 2007 là 52780 người, mật độ 274,7 người/km².